# Aethes rectilineana
Aethes rectilineana es una especie de polilla del género Aethes, categorizada en la tribu Cochylini, de la subfamilia Tortricinae.

## Distribución
Se distribuye por China.

## Taxonomía
Fue descrita por Caradja en 1939 y publicada en (Loxopera), Dt. ent. Z. Iris 53: 10.